# Tiếng Tạng tiêu chuẩn
Tiếng Tạng chuẩn (ཚད་ལྡན་བོད་ཡིག) là dạng ngôn ngữ Tạng được nói phổ biến nhất. Nó dựa trên phương ngữ tại Lhasa, một phương ngữ Ü-Tsang (tiếng Trung Tạng). Vì lý do này, tiếng Tạng chuẩn cũng được gọi là tiếng Tạng Lhasa. Tiếng Tạng là ngôn ngữ chính thức của Khu tự trị Tây Tạng thuộc Cộng hòa Nhân dân Trung Hoa. Ngôn ngữ này được viết bằng chữ Tạng.

## Sử dụng
Trên khắp Tây Tạng, học sinh tiểu học được giảng dạy gần như hoàn toàn bằng tiếng Tạng. Tuy nhiên, tiếng Trung Quốc trở thành ngôn ngữ giáo dục chính trong đa phần trường trung học. Những người học lên Cao đẳng – Đại học, có thể theo học môn nhân văn học bằng tiếng Tạng tại một số trường Cao đẳng – Đại học nhỏ. Nạn mù chữ là vấn đề chính tại đây. Một phần lớn người trưởng thành tại Tây Tạng không biết chữ, và mặc cho chính sách giáo dục bắt buộc, nhiều người tại vùng nông thôn vẫn không thể đưa con em đến trường.